# Serhiy Chkarlet
Serhiy Mykolaïovytch Chkarlet (en ukrainien : Сергій Миколайович Шкарлет), né le 19 octobre 1972 à Kokand (RSS d’Ouzbékistan), est un économiste et homme politique ukrainien.

## Biographie
Il est docteur en économie de l'Institut polytechnique de Kiev et fut recteur de l'Université nationale de Tchernihiv.
De 2010 à 2015 il est élu à l'assemblée de l'oblast de Tchernihiv sous l'étiquette Parti des régions, il échoue à être réélu au même poste en 2015 sous l’étiquette Bloc Petro Porochenko.
Il est ministre de l'Éducation et de la Science du Gouvernement Chmyhal jusqu'au 20 mars 2023.